# Campionatul European de Cros din 2003
A 10-a ediție a Campionatului European de Cros s-a desfășurat pe 10 decembrie 2003 la Edinburgh, Marea Britanie. Au participat 304 sportivi din 27 de țări.

## Rezultate

### Masculin
| Loc | Sportiv                | Timp  |
| --- | ---------------------- | ----- |
| 1   | Serghei Lebid          | 30:47 |
| 2   | Juan Carlos de la Ossa | 31:08 |
| 3   | Eduardo Henriques      | 31:15 |
| 4   | Tom van Hooste         | 31:18 |
| 5   | Evhen Bojko            | 31:19 |
| 6   | Fabián Roncero         | 31:23 |
| 7   | Mustapha Essaïd        | 31:26 |
| 8   | El Hassan Lahssini     | 31:29 |
| 9   | Umberto Pusterla       | 31:32 |
| 10  | Driss El Himer         | 31:34 |

| Loc | Țară | Puncte                    |
| --- | --- | ------------------------- |
|     | Franța Mustapha Essaïd Driss El Himer Khalid Zoubaa El Hassan Lahssini Mustapha El Ahmadi Moulay Ali Ouadih | 47 7 8 10 22 (34) (54)    |
|     | Spania Juan Carlos de la Ossa Fabián Roncero Iván Hierro Kamal Ziani Ricardo Serrano José Ríos              | 47 2 6 12 27 (32) (56)    |
|     | Portugalia Eduardo Henriques Fernando Silva Ricardo Ribas José Ramos Paulo Guerra Manuel Damião             | 65 3 14 23 25 (29) (50)   |
| 4   | Italia Umberto Pusterla Michele Gamba Ruggero Pertile Maurizio Leone Gabriele De Nard Giuliano Battocletti  | 71 9 17 21 24 (42) (NT)   |
| 5   | Belgia · Tom Van Hooste · Tom Compernolle · Jesse Stroobants · Stijn Vandevelde · Pieter Desmet             | 96 4 15 30 47 (53)        |
| 6   | Rusia Serghei Ivanov Oleg Kulkov Dmitri Maksimov Aleksandr Vasiliev Serghei Emelieanov Pavel Naumov         | 117 18 28 33 38 (51) (57) |

### Feminin
| Loc | Sportivă          | Timp  |
| --- | ----------------- | ----- |
| 1   | Paula Radcliffe   | 22:04 |
| 2   | Elvan Abeylegesse | 22:13 |
| 3   | Anikó Kálovics    | 22:26 |
| 4.  | Sonia O'Sullivan  | 22:36 |
| 5.  | Hayley Yelling    | 22:44 |
| 6.  | Olivera Jevtić    | 22:45 |
| 7.  | Justyna Bąk       | 22:47 |
| 8.  | Liz Yelling       | 22:49 |
| 9.  | Patrizia Tisi     | 22:50 |
| 10. | Galina Bogomolova | 22:54 |

| Loc | Țară | Puncte                   |
| --- | --- | ------------------------ |
|     | Regatul Unit Paula Radcliffe Hayley Yelling Liz Yelling Hayley Tullett Kathy Butler Susan Partridge                 | 25 1 5 8 11 (12) (32)    |
|     | Irlanda Sonia O'Sullivan Rosemary Ryan Anne Keenan-Buckley Catherina McKiernan Marie McMahon-Davenport Jolene Byrne | 78 4 13 27 34 (52) (DS)  |
|     | Portugalia Analía Rosa Helena Sampaio Analídia Torre Inês Monteiro Ana Dias Fernanda Miranda                        | 84 14 17 23 30 (39) (56) |
| 4   | Franța Rkia Chébili Maria Martins Rakiya Maraoui-Quétier Fatiha Klilech-Fauvel Margaret Maury Rodica Moroianu       | 84 16 18 19 31 (40) (50) |
| 5   | Rusia Galina Bogomolova Irina Safarova Alena Samohvalova Svetlana Ponomarenko Elena Jilkina                         | 114 10 24 29 51 (53)     |
| 6   | Belgia · Anja Smolders · Kim Offergeld · Mieke Geens · Sigrid Vanden Bempt · Stephanie De Croock                    | 116 20 25 28 43 (44)     |

### Juniori
| Loc   | Sportiv             | Timp  |
| ----- | ------------------- | ----- |
| 1     | Evgheni Rîbakov     | 20:52 |
| 2     | Anatoli Rîbakov     | 20:52 |
| 3     | Aleksei Reunkov     | 20:53 |
| 4     | Cosmin Șuteu        | 20:58 |
| 5     | Marius Ionescu      | 21:04 |
| 6     | Mark Christie       | 21:07 |
| 7     | Francisco Bachiller | 21:09 |
| 8     | Jérémy Pierrat      | 21:12 |
| 9     | Alejandro Fernández | 21:15 |
| 10    | Ștefan Pătru        | 21:19 |
| [...] |                     |       |
| 12    | Cristinel Irimia    | 21:23 |
| 37    | Marcel Ionașcu      | 21:54 |
| 41    | Raymond Gulyaș      | 21:56 |

| Loc | Țară | Puncte                    |
| --- | --- | ------------------------- |
|     | Rusia Evgheni Rîbakov Anatoli Rîbakov Aleksei Reunkov Serghei Reazanțev Serghei Reunkov                                 | 20 1 2 3 14 (43)          |
|     | România · Cosmin Șuteu · Marius Ionescu · Ștefan Pătru · Cristinel Irimia · Marcel Ionașcu · Raymond Gulyaș             | 31 4 5 10 12 (37) (41)    |
|     | Spania Francisco Bachiller Alejandro Fernández Marc Roig Francisco España Francisco Javier Marino Joaquín Carlos Martin | 44 7 9 11 17 (50) (62)    |
| 4   | Regatul Unit Tom Humphriesl Samuel Jacobs Matthew Ashton Matthew Barnes-Smith Gary Davenport Ryan McLeod                | 92 20 22 24 26 (83) (NT)  |
| 5   | Franța Jérémie Pierrat Yoan Meudec Benjamin Bellamy Thibaud Nael Alexis Traub                                           | 108 8 19 35 46 (52)       |
| 6   | Germania Steffen Uliczka Zelalem Martel Ricardo Filipe Giehl Norbert Löwa Johannes Raabe Andreas Klöble                 | 129 16 32 34 47 (57) (80) |

### Junioare
| Loc   | Sportivă          | Timp  |
| ----- | ----------------- | ----- |
| 1     | Inna Poluškina    | 15:32 |
| 2     | Snežana Kostić    | 15:57 |
| 3     | Charlotte Dale    | 16:04 |
| 4     | Volha Minina      | 16:06 |
| 5     | Faye Fullerton    | 16:07 |
| 6     | Victoria Trușenko | 16:10 |
| 7     | Azra Eminović     | 16:20 |
| 8     | Reghina Hamzina   | 16:23 |
| 9     | Danielle Barnes   | 16:23 |
| 10    | Binnaz Uslu       | 16:24 |
| [...] |                   |       |
| 23    | Cătălina Oprea    | 16:45 |
| 27    | Corina Dumbrăvean | 16:47 |
| 30    | Larisa Arcip      | 16:49 |
| 32    | Cristina Homei    | 16:53 |
| 38    | Paula Todoran     | 16:58 |

| Loc | Țară                                                                                               | Puncte                    |
| --- | -------------------------------------------------------------------------------------------------- | ------------------------- |
|     | Regatul Unit Charlotte Dale Faye Fullerton Danielle Barnes Aine Hoban Ruth Proctor Laura Whittle   | 32 3 5 9 15 (25) (29)     |
|     | Rusia Victoria Trușenko Reghina Hamzina Victoria Haritonova Ekaterina Bespalova Tatiana Ciugainova | 53 6 8 17 22 (33)         |
|     | Germania Verena Dreier Antje Möldner Saskia Janssen Regina Schnurrenberger Felicitas Mensing       | 63 13 14 16 20 (42)       |
| 4   | România · Cătălina Oprea · Corina Dumbrăvean · Larisa Arcip · Cristina Homei · Paula Todoran       | 112 23 27 30 32 (38)      |
| 5   | Belarus Volha Minina Volha Rezkaia Irina Padabed Tatiana Lukașuk                                   | 116 4 19 34 59            |
| 6   | Spania Isabel Macías Marta Romo Nuria Puig María Teresa Urbina Alicia González Mónica Gutiérrez    | 129 11 31 39 48 (51) (44) |

## Clasament pe medalii
| Loc   | Țară                 | Aur | Argint | Bronz | Total |
| ----- | -------------------- | --- | ------ | ----- | ----- |
| 1     | Regatul Unit         | 3   | 0      | 1     | 4     |
| 2     | Rusia                | 2   | 2      | 1     | 5     |
| 3     | Franța               | 1   | 0      | 0     | 1     |
| 3     | Letonia              | 1   | 0      | 0     | 1     |
| 3     | Ucraina              | 1   | 0      | 0     | 1     |
| 6     | Spania               | 0   | 2      | 1     | 3     |
| 7     | Irlanda              | 0   | 1      | 0     | 1     |
| 7     | Serbia și Muntenegru | 0   | 1      | 0     | 1     |
| 7     | România              | 0   | 1      | 0     | 1     |
| 7     | Turcia               | 0   | 1      | 0     | 1     |
| 11    | Portugalia           | 0   | 0      | 3     | 3     |
| 12    | Germania             | 0   | 0      | 1     | 1     |
| 12    | Ungaria              | 0   | 0      | 1     | 1     |
| Total | Total                | 8   | 8      | 8     | 24    |